# Sollevamento pesi ai Giochi della XIV Olimpiade - Pesi gallo
La competizione della categoria pesi gallo (fino a 56 kg) di sollevamento pesi ai Giochi della XIV Olimpiade si è svolta il giorno 9 agosto 1948  al Earls Court Exhibition Centre a Londra.

## Regolamento
La classifica era ottenuta con la somma delle migliori alzate delle seguenti 3 prove:
- Distensione lenta
- Strappo
- Slancio

Su ogni prova ogni concorrente aveva diritto a tre alzate.

## Risultati
| Pos.    | Atleta             | Nazione       | Peso Atleta | Totale | Distensione lenta | Distensione lenta | Distensione lenta | Strappo | Strappo | Strappo | Slancio | Slancio | Slancio |
| Pos.    | Atleta             | Nazione       | Peso Atleta | Totale | 1                 | 2                 | 3                 | 1       | 2       | 3       | 1       | 2       | 3       |
| ------- | ------------------ | ------------- | ----------- | ------ | ----------------- | ----------------- | ----------------- | ------- | ------- | ------- | ------- | ------- | ------- |
| Oro     | Joseph DePietro    | Stati Uniti   | 55,90       | 307,5  | 100,0             | 105,0             | 107,5             | 85,0    | 90,0    | 90,0    | 105,0   | 110,0   | 112,5   |
| Argento | Julian Creus       | Gran Bretagna | 55,85       | 297,5  | 77,5              | 82,5              | 85,0              | 90,0    | 95,0    | 97,5    | 115,0   | 120,0   | 122,5   |
| Bronzo  | Richard Tom        | Stati Uniti   | 55,25       | 295,0  | 82,5              | 87,5              | 87,5              | 85,0    | 90,0    | 92,5    | 112,5   | 117,5   | 117,5   |
| 4       | Lee Gyu-Hyeok      | Corea del Sud | 55,78       | 290,0  | 77,5              | 77,5              | 82,5              | 87,5    | 92,5    | 95,0    | 115,0   | 120,0   | 125,0   |
| 5       | Mahmoud Namdjou    | Iran          | 55,75       | 287,5  | 82,5              | 82,5              | 85,0              | 82,5    | 87,5    | 87,5    | 112,5   | 117,5   | 122,5   |
| 6       | Marcel Thévenet    | Francia       | 55,92       | 280,0  | 85,0              | 90,0              | 92,5              | 75,0    | 80,0    | 82,5    | 100,0   | 105,0   | 110,0   |
| 7       | Rosaire Smith      | Canada        | 55,87       | 277,5  | 77,5              | 82,5              | 85,0              | 80,0    | 85,0    | 87,5    | 110,0   | 115,0   | 115,0   |
| 8       | Maurice Crow       | Nuova Zelanda | 55,10       | 272,5  | 77,5              | 82,5              | 82,5              | 77,5    | 82,5    | 85,0    | 102,5   | 107,5   | 110,0   |
| 9       | Keith Caple        | Australia     | 55,16       | 272,5  | 77,5              | 77,5              | 77,5              | 77,5    | 82,5    | 85,0    | 100,0   | 110,0   | 112,5   |
| 10      | Pak Dong-Uk        | Corea del Sud | 55,80       | 272,5  | 80,0              | 80,0              | 85,0              | 80,0    | 80,0    | 85,0    | 107,5   | 107,5   | 112,5   |
| 11      | Abdel Hamid Yacout | Egitto        | 55,95       | 272,5  | 75,0              | 80,0              | 80,0              | 80,0    | 85,0    | 87,5    | 105,0   | 110,0   | 112,5   |
| 12      | Ernő Porubszky     | Ungheria      | 56,00       | 270,0  | 67,5              | 72,5              | 75,0              | 80,0    | 85,0    | 87,5    | 102,5   | 107,5   | 110,0   |
| 13      | Abraham Greenhalgh | Gran Bretagna | 55,90       | 267,5  | 85,0              | 90,0              | 92,5              | 75,0    | 75,0    | 77,5    | 95,0    | 100,0   | 105,0   |
| 14      | Einar Sundström    | Finlandia     | 56,00       | 267,5  | 70,0              | 75,0              | 77,5              | 80,0    | 85,0    | 87,5    | 105,0   | 110,0   | 110,0   |
| 15      | Maung Win Maung    | Birmania      | 55,91       | 265,0  | 77,5              | 82,5              | -                 | 77,5    | 82,5    | 85,0    | 100,0   | 105,0   | 105,0   |
| 16      | Eugène Wattier     | Francia       | 55,97       | 260,0  | 75,0              | 80,0              | 82,5              | 75,0    | 80,0    | 80,0    | 100,0   | 105,0   | 105,0   |
| 17      | Josef Vojtech      | Austria       | 55,64       | 255,0  | 75,0              | 80,0              | 82,5              | 75,0    | 75,0    | 80,0    | 100,0   | 105,0   | 105,0   |
| 18      | Pentti Kotvio      | Finlandia     | 55,85       | 247,5  | 65,0              | 70,0              | 70,0              | 75,0    | 80,0    | 80,0    | 95,0    | 102,5   | 105,0   |
| 19      | Marcelino Salas    | Messico       | 55,38       | 230,0  | 60,0              | 65,0              | 65,0              | 70,0    | 75,0    | 75,0    | 95,0    | 100,0   | 102,5   |